# Incontri internazionali di rugby a 15 di metà anno 1984
A metà anno è tradizione che le selezioni di "rugby a 15", europee in particolare, ma non solo, si rechino fuori dall'Europa o nell'emisfero sud per alcuni test. Si disputano però anche molti incontri tra nazionali dello stesso emisfero Sud.
- -   Romania in Scozia: è la Scozia ad ospitare l'ormai tradizionale incontro di una "Home Union" con la Romania.

| Bucarest 12 maggio 1984 | Romania | 28 – 22 | Scozia |  |

- -  Il tradizionale match tra USA e Canada vede la vittoria dei padroni di casa

| Chicago 9 giugno 1984 | Stati Uniti | 21 – 13 | Canada |  |

- -  Figi in Australia: nessun test in questo tour delle Figi in Australia. Solo le squadre del Nuovo Galles del Sud, riescono a fermare gli isolani.

- -  Inghilterra in Sud Africa

La nazionale inglese si reca in Sudafrica.  L'iniziativa crea grosse polemiche, visto il regime di apartheid in Sudafrica. Va ricordato che in quegli anni vigeva una forte pressione internazionale, anche attraverso il boicottaggio sportivo, nei confronti del governo sudafricano.  Alcuni sport non olimpici, come il rugby, il cricket e l'automobilismo, aggiravano tale boicottaggio, con conseguenti contestazioni nei loro confronti. Per cercare di salvare la faccia, ma in realtà legittimando l'apartheid, gli inglesi affrontano  anche la selezione della SARFU, federazione aperta (ma in pratica riservata) ai giocatori di colore. Dal punto di vista sportivo il tour riserva agli inglesi brutti risultati con due sconfitte nei test con gli Springboks.
| Port Elizabeth 2 1984 | Sudafrica | 33 – 15 | Inghilterra | Boet Erasmus |

| Johannesburg 9 1984 | Sudafrica | 35 – 9 | Inghilterra | Ellis park |

- -  Australia in Figi: breve e facile tour per l'Australia nelle Isole Figi con un successo netto nel test match:

| Suva 2 giugno 1984 | Eastern XV | 4 – 19 | Australia XV |  |

| Lautoka 5 giugno 1984 | Western XV | 4 – 15 | Australia XV |  |

| Suva 9 giugno 1984 | Figi | 3 – 16 | Australia |  |

- -  Francia in Nuova Zelanda: la Nuova Zelanda domina a fatica i francesi nel primo match, poi vince più agevolmente nel secondo.

| Christchurch 16 giugno 1984 | Nuova Zelanda | 10 – 9 | Francia |  |

| Auckland 23 giugno 1984 | Nuova Zelanda | 31 – 18 | Francia | Eden Park |

- -  Tonga alle Isole Figi: una vittoria e una sconfitta per i tongani alle Isole Figi.

| Suva 7 luglio 1984 | Figi | 10 – 16 | Tonga |  |

| Suva 21 luglio 1984 | Figi | 22 – 6 | Tonga |  |

- - Spagna nello Zimbabwe: una vittoria a testa per le due squadre.

| Bulawayo 7 luglio 1984 | Zimbabwe | 22 – 13 | Spagna |  |

| Harare 14 luglio 1984 | Zimbabwe | 18 – 30 | Spagna |  |

- -  Nuova Zelanda in Australia: gli All Blacks della nazionale neozelandese di Rugby Union, si recano in tour in Australia.  Dopo la prima sconfitta con i "Wallabies", centrano due successi e conquistano la Bledisloe Cup.

| Sydney 21 luglio 1984 | Australia | 16 – 9 | Nuova Zelanda | Cricket Ground |

| Brisbane 4 agosto 1984 | Australia | 15 – 19 | Nuova Zelanda | Ballymore Oval |

| Sydney 18 agosto 1984 | Australia | 24 – 25 | Nuova Zelanda | Cricket Ground |